# Krafla
Krafla – czynny (ostatnia erupcja w 1984 roku) kompleks wulkaniczny położony na północny wschód od jeziora Mývatn w Islandii. Jego najwyższy wierzchołek ma wysokość 800 m n.p.m.

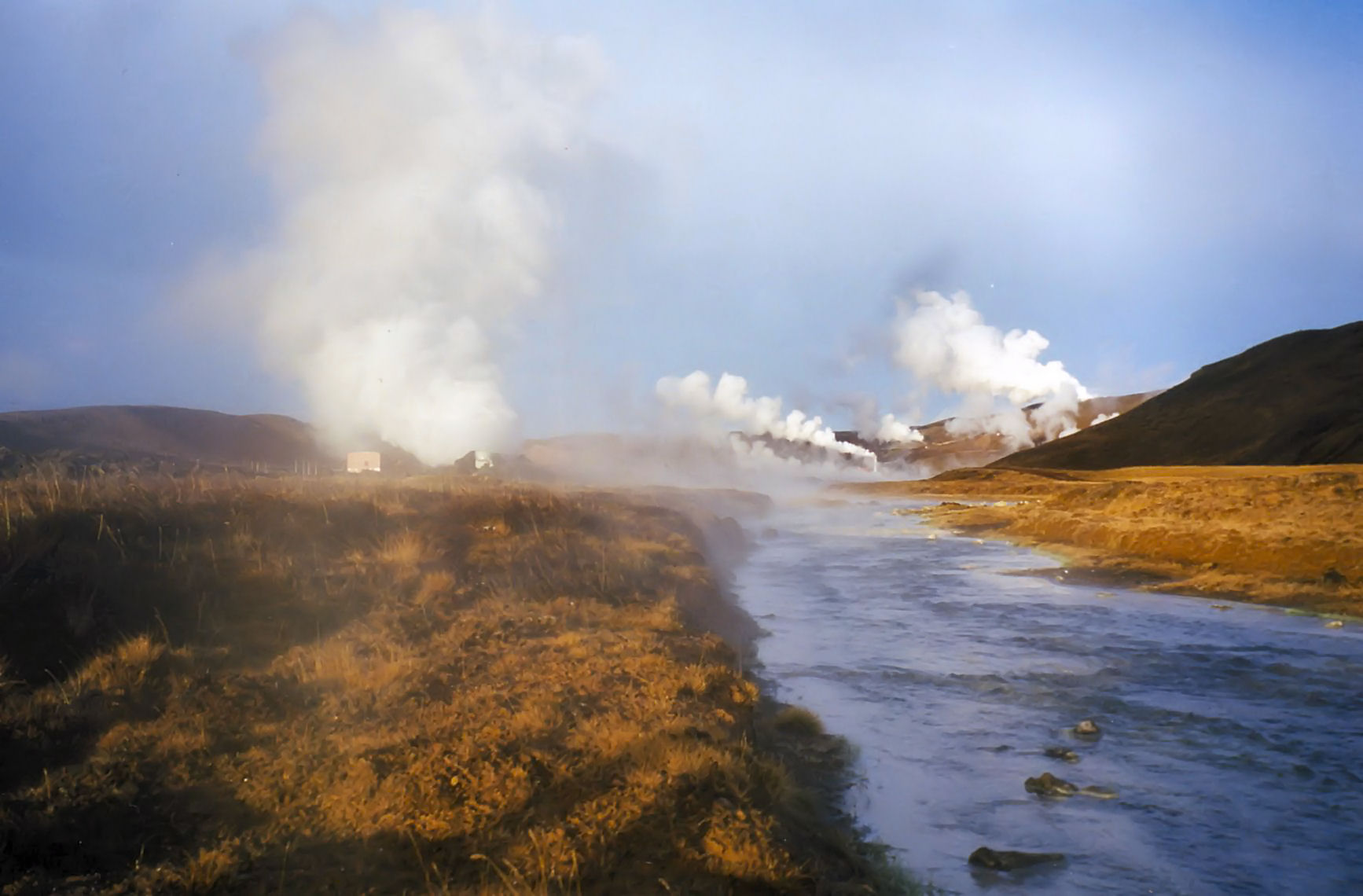
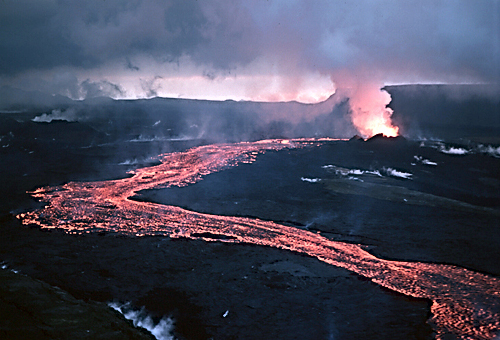
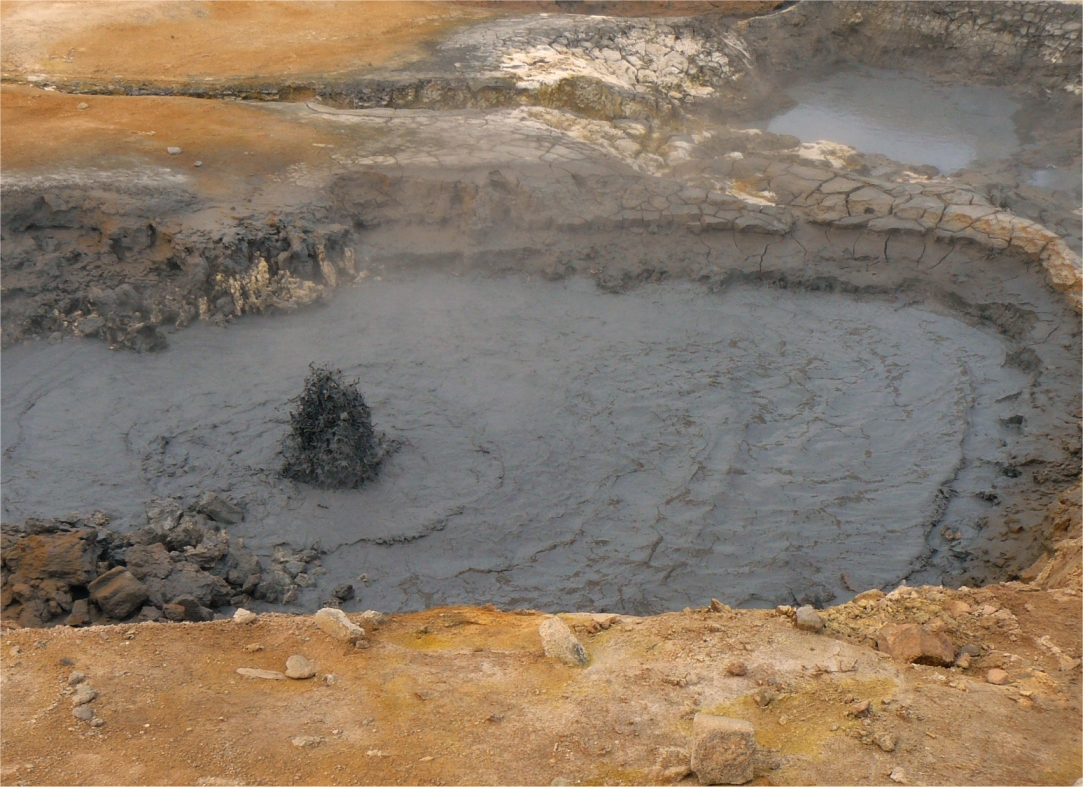